# Chardon de Croisilles
Chardon de Croisilles o de Reims (fl. 1220-1245) è stato un troviero che ha scritto in antico francese, e possibilmente un trovatore occitano.
Probabilmente originario di Croisilles, o forse Reims. Viene associato alla scuola dei trovieri di Arras e dintorni. Chardon scrive quattro chansons d'amour, due jeux partis e un partimen.
In due di queste sue chansons, Chardon rappresenta in acrostici Margherita di Bourbon, moglie (dal 1232) di Teobaldo I di Navarra. In base a questo e a altri riferimenti interni relativi al castello di Monreal nei pressi di Pamplona, dove Teobaldo soggiornava nel 1237, si è supposto che  Chardon si fosse unito alla crociata di Teobaldo, che andava in Terrasanta nel 1237. Anche Enrico II di Bar, che rappresentava il giudice di uno dei jeux partis di Chardon, si unisce alla crociata insieme a Teobaldo.
Tutti i componimenti poetici in lingua francese di Chardon fanno uso di pedes e cauda, in particolar modo: le chansons sono in versi decasillabi, i jeux partis in ottonari. Le sue uniche melodie pervenuteci, per Mar vit raison covoite trop haut e Rose ne lis ne me done talent, sono non-ripetitive. Una quinta chanson, non è più ascritta a Chardon, Li departirs de la douce contrée, è notevole per la semplicità della sua melodia se confrontata alla "floridezza" di quella di Rose ne lis.
Un poeta chiamato Chardo scrisse un partimen (la versione occitana di un jeu parti) con un altrimenti non identificato poeta chiamato Uc. Nel manoscritto appare la rubrica della La tenzo del chardo e den ugo ("La tenzone del Chardo e di Ser Ugo"). Mentre la metà di Chardo, N'Ugo, cauzetz, avans que respondatz, sopravvive, quella di Uc è scomparsa. Hermann Suchier è stato il primo studioso a identificare Chardo con Chardon, datando il partimen al 1240 ca., ma ciò non viene riconosciuto unanimemente.